# True Colors Tour
Il True Colors Tour era una manifestazione musicale creata da Cyndi Lauper in supporto alla comunità GLBT. Questo progetto ha avuto un riscontro verso organizzazioni quali la campagna per i diritti umani (Human Rights Campaign).
La Human Rights Campaign ha ricevuto durante il tour un dollaro per ogni biglietto venduto ad ogni concerto-evento.

## 2007
La prima edizione del True Colors Tour si è svolta per circa un mese (8 giugno-30 giugno) negli Stati Uniti e in Canada con artisti musicali fissi quali: Erasure, Debbie Harry (Blondie), The Dresden Dolls, Margaret Cho e altre special guest come The Gossip, Rosie O'Donnell, The Cliks, Indigo Girls, Cazwell, Amanda Lepore e Rufus Wainwright che si sono dati appuntamento in una data specifica del tour.

### Date
| Data           | Città          | Luogo                           |
| -------------- | -------------- | ------------------------------- |
| 8 giugno 2007  | Las Vegas      | MGM Grand Garden Arena          |
| 9 giugno 2007  | Salt Lake City | USANA Amphitheatre              |
| 10 giugno 2007 | Denver         | Red Rocks Amphitheatre          |
| 12 giugno 2007 | Chicago        | Auditorium Theatre              |
| 15 giugno 2007 | Atlantic City  | Borgata Hotel Casino & Spa      |
| 16 giugno 2007 | Boston         | Bank of America Pavilion        |
| 17 giugno 2007 | Washington     | Merriweather Post Pavilion      |
| 18 giugno 2007 | New York       | Radio City Music Hall           |
| 19 giugno 2007 | Toronto        | Molson Amphitheatre             |
| 21 giugno 2007 | Atlanta        | Chastain Park Amphitheatre      |
| 23 giugno 2007 | Dallas         | Smirnoff Music Center           |
| 24 giugno 2007 | Houston        | Cynthia Woods Mitchell Pavilion |
| 27 giugno 2007 | San Diego      | SDSU Open Air Theatre           |
| 29 giugno 2007 | San Francisco  | Greek Theatre                   |
| 30 giugno 2007 | Los Angeles    | Greek Theatre                   |